# Jízda (film)
Jízda je český film, který natočil režisér Jan Svěrák v roce 1994. Děj filmu se odehrává na okresních silnicích jižních Čech, na které se v kabrioletu vydali v létě dva kamarádi (Jakub Špalek a Radek Pastrňák). Cestou přiberou stopařku (Aňa Geislerová), užívají si a řeší vzniklé vztahy. Celkovou náladou film vzdává hold americkému filmu Bezstarostná jízda.
Film je také zajímavý tím, že je patrně nejlevnějším celovečerním českým filmem. Náklady na jeho výrobu nepřesáhly 1 milion korun, byl natočen během prázdnin 1994 a na jeho výrobě se podílelo pouze devět lidí.
Snímek vyhrál hlavní soutěž na MFF v Karlových Varech 1995, kde získal Křišťálový glóbus. Dále získal dvě ocenění Český lev za nejlepší kameru (F. A. Brabec) a hudbu (Radek Pastrňák a Buty).
Výroba: Luxor.